# 绵海葵属
绵海葵属（学名：Tempuractis）为爱氏海葵科的一个属。

## 下属物种
本属包括以下物种：
- Tempuractis rinkai Izumi, Ise & Yanagi, 2017[2]